# Cantonul Fécamp
Cantonul Fécamp este un canton din arondismentul Le Havre, departamentul Seine-Maritime, regiunea Haute-Normandie, Franța.

## Comune
| Comune                | Populație (1999) | Cod poștal | Cod INSEE |
| --------------------- | ---------------- | ---------- | --------- |
| Criquebeuf-en-Caux    | 403              | 76111      | 76194     |
| Épreville             | 762              | 76400      | 76240     |
| Fécamp                | 21 027           | 76400      | 76259     |
| Froberville           | 810              | 76400      | 76291     |
| Ganzeville            | 442              | 76400      | 76298     |
| Gerville              | 381              | 76790      | 76300     |
| Les Loges             | 1 036            | 76790      | 76390     |
| Maniquerville         | 304              | 76400      | 76406     |
| Saint-Léonard         | 1 690            | 76400      | 76600     |
| Senneville-sur-Fécamp | 628              | 76400      | 76670     |
| Tourville-les-Ifs     | 547              | 76400      | 76706     |
| Vattetot-sur-Mer      | 253              | 76111      | 76726     |
| Yport                 | 1 011            | 76111      | 76754     |